# Labiobarbus leptocheila
Labiobarbus leptocheila és una espècie de peix cipriniforme de la família dels ciprínids.

## Morfologia
Els mascles poden assolir els 30 cm de longitud total.

## Distribució geogràfica
Es troba a les conques dels rius Mekong, Salween, Chao Phraya i Xe Bangfai. També és present a la península de Malaca, Sumatra, Java i Borneo.